# Jack Wrights testamente
Jack Wrights testamente (engelska: I, Jack Wright) är en brittisk kriminaldramaserie vars första säsong hade premiär under 2025. Första säsongen består av sex avsnitt, och hade premiär på SVT Play den 24 april 2025.

## Handling
Affärsmannen Jack Wrights till synes uppenbara självmord skickar en chockvåg genom hans familj. Samtidigt som hans änka, den före detta hustrun och barnen slåss om arvet utreder en envis kriminalkommissarie dödsfallet och avslöjar sanningen om den välbärgade familjen.

## Rollista (i urval)
- John Simm – Gray Wright
- Nikki Amuka-Bird – Sally Wright
- Daniel Rigby – John Wright
- Trevor Eve – Jack Wright
- Liz Kingsman – Katie Jones
- Harry Lloyd – Hector Morgan
- Ruby Ashbourne Serkis – Emily Wright
- Rakhee Thakrar – Laura Johnstone
- Zoë Tapper – Georgia Wright
- James Fleet – Bobby
- Sabrina Bartlett – Bella
- Percelle Ascott – Reuben
- Victoria Broom – Mary Robbins